# Diplaspis
Diplaspis là chi thực vật có hoa trong họ Apiaceae.